# Ставка на стрибок
«Ставка на стрибок» (англ. Dip in the Pool) — доросле оповідання британського письменника Роальда Дала, написане в макабричному стилі. Уперше видане 19 січня 1952 року в журналі «The New Yorker». Увійшло до збірок «Хтось схожий на тебе» (англ. Someone Like You) 1953 року, «Зібрана коротка проза» (англ. Collected Stories) 2006 року.
«Ставка на стрибок» кілька разів була адаптована для екрану.
Українською мовою оповідання видано видавництвом «А-ба-ба-га-ла-ма-га» у 2016 році в збірці «Коняка Фокслі та інші дорослі оповідання» в перекладі Віктора Морозова.

## Сюжет
На британському круїзному лайнері організовано захопливий аукціон: пасажири купують ставки-лоти, намагаючись вгадати, скільки миль судно подолає за день. Передбачено діапазон з допустимою похибкою — не більше десяти миль у більший чи менший бік від прогнозу капітана. Пасажири, які припускають, що реальні цифри вийдуть за межі цього діапазону, можуть зробити ставки на «нижньому» чи «верхньому» полях. «Нижнє поле» охоплює всі значення, менші за найнижчу межу діапазону, а «верхнє поле» — усі значення, більші за найвищу.
У розпал шторму пасажир Вільям Ботібол купує за 200 фунтів стерлінгів лот  «нижнього поля», сподіваючись, що негода значно сповільнить судно. Це відчайдушний крок, адже він ризикує майже всіма своїми заощадженнями. Однак Ботібол переконаний: ризик виправданий.
Наступного ранку Ботібол прокидається і з жахом помічає: небо чисте, а корабель набирає ходу, намагаючись надолужити втрачений час. У відчаї він вирішує вдатися до зухвалого плану — сповільнити судно, стрибнувши за борт. 
Одягнувшись у спортивний костюм для тенісу, Ботібол вирушає на палубу, де заводить розмову з літньою жінкою. Він хоче, щоб вона стала свідком його стрибка та підняла тривогу. Дочекавшись слушного моменту, він непомітно стрибає у воду, голосно волаючи про допомогу. Жінка спершу виглядає розгубленою, але невдовзі спокійно спостерігає, як Ботібол відчайдушно розмахує руками і поступово зникає у хвилях далечіні.
Невдовзі на палубі з’являється доглядальниця та докоряє літній жінці за те, що та відійшла без дозволу. Жінка, яка, як виявляється, має психічне захворювання, не відповідає прямо, лише мимохідь згадує про чоловіка, який «пірнув з корабля, прямо в одязі». Цей коментар доглядальниця сприймає як марення, суворо заперечуючи: «Дурниці!». Літня жінка спокійно йде з доглядальницею, додаючи: «Такий приємний чоловік. Він ще мені помахав».

## Адаптації
- Оповідання було адаптовано в 1958 році Альфредом Гічкоком як однойменний епізод телесеріалу «Альфред Гічкок представляє» (англ. Alfred Hitchcock Presents).[3][4]

- У 1979 році за мотивами оповідання вийшов однойменний епізод британського телесеріалу «Байки про неочікуване» (англ. Tales of the Unexpected).[5]

## Видання українською мовою
- Дал, Роальд Коняка Фокслі та інші дорослі оповідання / Пер. з англ.: Віктор Морозов. — Київ: А-ба-ба-га-ла-ма-га, 2016. — (Доросла серія) — 368 с. ISBN 978-617-585-107-4
  - Ставка на стрибок (з 91 с. по 104 с.)